# Hymenocallis occidentalis var. occidentalis
Hymenocallis occidentalis var. occidentalis, una de las dos variedades de Hymenocallis occidentalis, es una  planta bulbosa geófita perteneciente a  la familia de las amarilidáceas. Es originaria del centro y sudeste de los Estados Unidos.

## Descripción
Hymenocallis occidentalis var. occidentalis tiene una larga historia de cultivo en los jardines del sur. Es la única que crece bien en las tierras altas de los bosques, a veces a una distancia considerable de un río o arroyo. En el sur, sus hojas glaucas aparecen en pleno invierno, mucho antes de la floración. La floración puede ocurrir  a principios de julio en el norte de Florida, pero es más habitual a finales de julio, agosto y septiembre. Tienen 4-9 flores, produciendo un despliegue impresionante. Las características distintivas son las hojas glaucas, oblanceoladas; brácteas lanceoladas y largo ápice acuminado; tubo largo, delgado perianto, y la corona embudada con un margen claramente dentado entre las partes libres de los filamentos.
Esta variedad es la más ampliamente distribuida de los lirios araña (GL Smith et al. 1993) y es el más robusto miembro del género.

## Taxonomía
Hymenocallis occidentalis var. occidentalis.
Sinonimia
- Hymenocallis bidentata Small
- Hymenocallis moldenkeana Traub[3]